# Удова
Удова — река на полуострове Камчатка в России.
Длина реки — 103 км. Площадь водосборного бассейна — 1590 км². Протекает по территории Соболевского района Камчатского края. Впадает в Охотское море.
Гидроним вероятно имеет ительменское происхождение.
Водосборный бассейн реки на севере граничит с бассейном реки Большая Воровская, а на юге с бассейном реки Унушка.

## Притоки
Объекты перечислены по порядку от устья к истоку.
- 2 км: Чашкина, Итка
- 3 км: река без названия
- 12 км: река без названия
- 18 км: Рюрикова
- 29 км: Минена (Миана)
- 34 км: река без названия
- 38 км: Испова
- 42 км: река без названия
- 45 км: Клашкина
- 50 км: Умшунум
- 66 км: Касанга
- 69 км: Кылкиш, Бол. Кылкиш
- 76 км: Коктан
- 87 км: река без названия

## Данные водного реестра
По данным государственного водного реестра России относится к Анадыро-Колымскому бассейновому округу.
Код водного объекта в государственном водном реестре — 19080000212120000027973.